# Ecséd, Heves
Ecséd  este un sat în districtul Hatvan, județul Heves, Ungaria, având o populație de 3.289 de locuitori (2011). 

## Demografie
Componența etnică a satului Ecséd
     Maghiari (97,67%)
     Romi (1,59%)
     Necunoscut (0,2%)
     Alții (0,54%)
Componența confesională a satului Ecséd
     Romano-catolici (68,01%)
     Fără religie (6,08%)
     Reformați (3,8%)
     Necunoscută (21,01%)
     Alte religii (1,79%)
Conform recensământului din 2011, satul Ecséd avea 3.289 de locuitori. Din punct de vedere etnic, majoritatea locuitorilor (97,67%) erau maghiari, cu o minoritate de romi (1,59%). Apartenența etnică nu este cunoscută în cazul a 0,2% din locuitori.  Din punct de vedere confesional, majoritatea locuitorilor (68,01%) erau romano-catolici, existând și minorități de persoane fără religie (6,08%) și reformați (3,8%). Pentru 21,01% din locuitori nu este cunoscută apartenența confesională.